# Буши (Л'Аквила)
Буши (итал. Busci) је насеље у Италији у округу Л'Аквила, региону Абруцо.
Према процени из 2011. у насељу је живело 58 становника. Насеље се налази на надморској висини од 907 м.